# Rairo
Rairo (llamada oficialmente Santa Lucía de Rairo) es una parroquia y un lugar del municipio español de Orense, en la provincia de Orense, Galicia.

## Organización territorial
La parroquia está formada por una entidad de población:
- Rairo

## Demografía
Gráfica demográfica del lugar y parroquia de Rairo según el INE español:
| Gráfica de evolución demográfica de Rairo entre 2000 y 2023 |
|                                                             |
| Datos según el nomenclátor publicado por el INE.            |